# Copa do Mundo de Futebol Americano de 2007
A terceira edição da Copa do Mundo de Futebol Americano aconteceu no Japão e teve início no dia 7 de julho de 2007 (usado como publicidade a data 7 de julho de 2007)

## Participantes
- Alemanha
- Coreia do Sul
- Estados Unidos da América
- França
- Japão
- Suécia

## Jogos

### Grupo 1
- 7 de julho: Japão 48-0 França
- 10 de julho: Suécia 16-14 França
- 12 de julho: Japão 48-0 Suécia

| Time   | Jogos | Vitórias | Derrotas | Pontos a favor | Pontos contra |
| ------ | ----- | -------- | -------- | -------------- | ------------- |
| Japão  | 2     | 2        | 0        | 96             | 0             |
| Suécia | 2     | 1        | 1        | 16             | 62            |
| França | 2     | 0        | 2        | 14             | 64            |

### Grupo 2
- 8 de julho: Alemanha 32-2 Coreia do Sul
- 10 de julho: Estados Unidos da América 77-0 Coreia do Sul
- 12 de julho: Estados Unidos da América 33-7 Alemanha

| Time                      | Jogos | Vitória | Derrota | Pontos a favor | Pontos contra |
| ------------------------- | ----- | ------- | ------- | -------------- | ------------- |
| Estados Unidos da América | 2     | 2       | 0       | 110            | 7             |
| Alemanha                  | 2     | 1       | 1       | 39             | 35            |
| Coreia do Sul             | 2     | 0       | 2       | 2              | 109           |

### 5º lugar
- 14 de julho: Coreia do Sul 3-0 França

### 3º lugar
14 de julho: Alemanha 7-0 Suécia

### Final
- 15 de julho: Estados Unidos da América 23-20 Japão